# 3460 Ashkova
A 3460 Ashkova (ideiglenes jelöléssel 1973 QB2) a Naprendszer kisbolygóövében található aszteroida. Tamara Mihajlovna Szmirnova fedezte fel 1973. augusztus 31-én.